# Jan V van Arkel (1105-1170)
Jan V van Arkel (ca.1105 - ca.1170) was heer van Arkel uit de eerste generatie van het huis van Arkel.
Hij was een zoon van Jan IV van Arkel en mogelijk van (Aleidis) van der Aare of Elisabeth van der Lippe. In een charterboek in Jeruzalem is gevonden dat hij in 1124 de stad Jeruzalem met het Heilige graf heeft bezocht. Hij zou daar diverse keren zijn diensten hebben aangeboden in de strijd tegen de moslims, waarna hij door Boudewijn II van Jeruzalem tot ridder van het Heilige graf is geslagen. Hij trok na terugkomst mee met Dirk VI van Holland op tegen de Westfriesen, dit deed hij twee keer. Jan V sneuvelde bij de Slag bij drie fonteinen (dicht bij Brussel).
Jan V huwde diverse keren, eerst met ene Petronella. Hij huwde vervolgens met Geertruida van Loon, een dochter van Hendrik van Loon, waarmee hij (minstens) een zoon en opvolger Jan VI van Arkel kreeg. Enkele jaren later met Adelheide van Loon en ook nog mogelijk met Christina van Steenvoorde.